# قدوم القرن الجديد

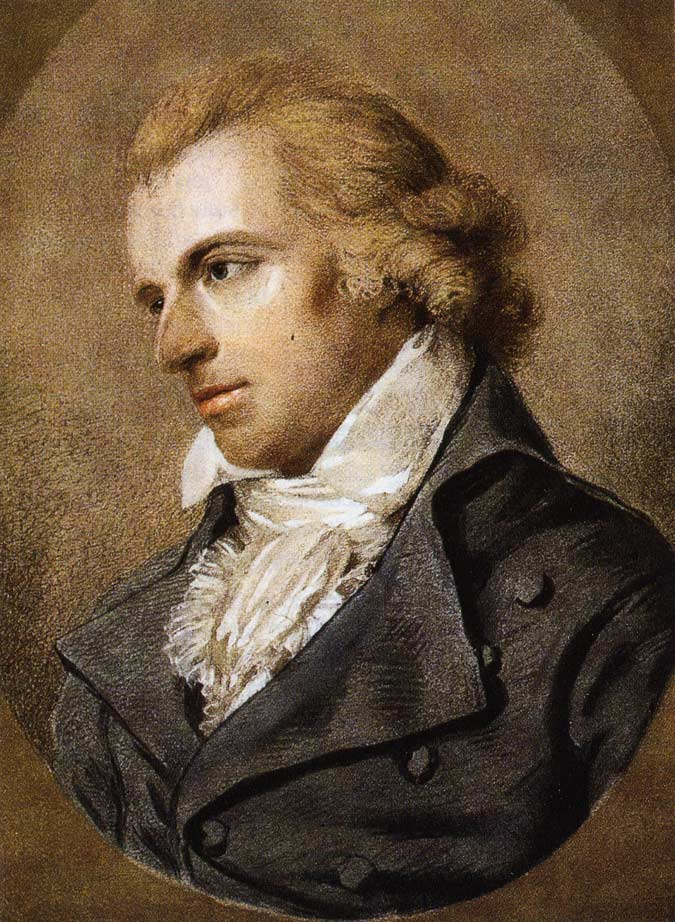
فريدرش شيلر

قدوم القرن الجديد (بالألمانية: Der Antritt des neuen Jahrhunderts) قصيدة من تأليف الشاعر الألماني فريدرش شيلر (1759-1805)، كُتبت في بدايات القرن التاسع عشر، تقريباً في عام 1801. القصيدة تتعامل مع قضايا سلام لونشتادت (Lünstadt) والحروب النابليونية.